# Byggnadsminnen i Kalmar
Byggnadsminnen i Kalmar avser byggnadsminnen i Kalmar tätort. Artikeln innehåller inte alla byggnadsminnen utan ett urval.

## 1600-talet

### Rosenlundska gården

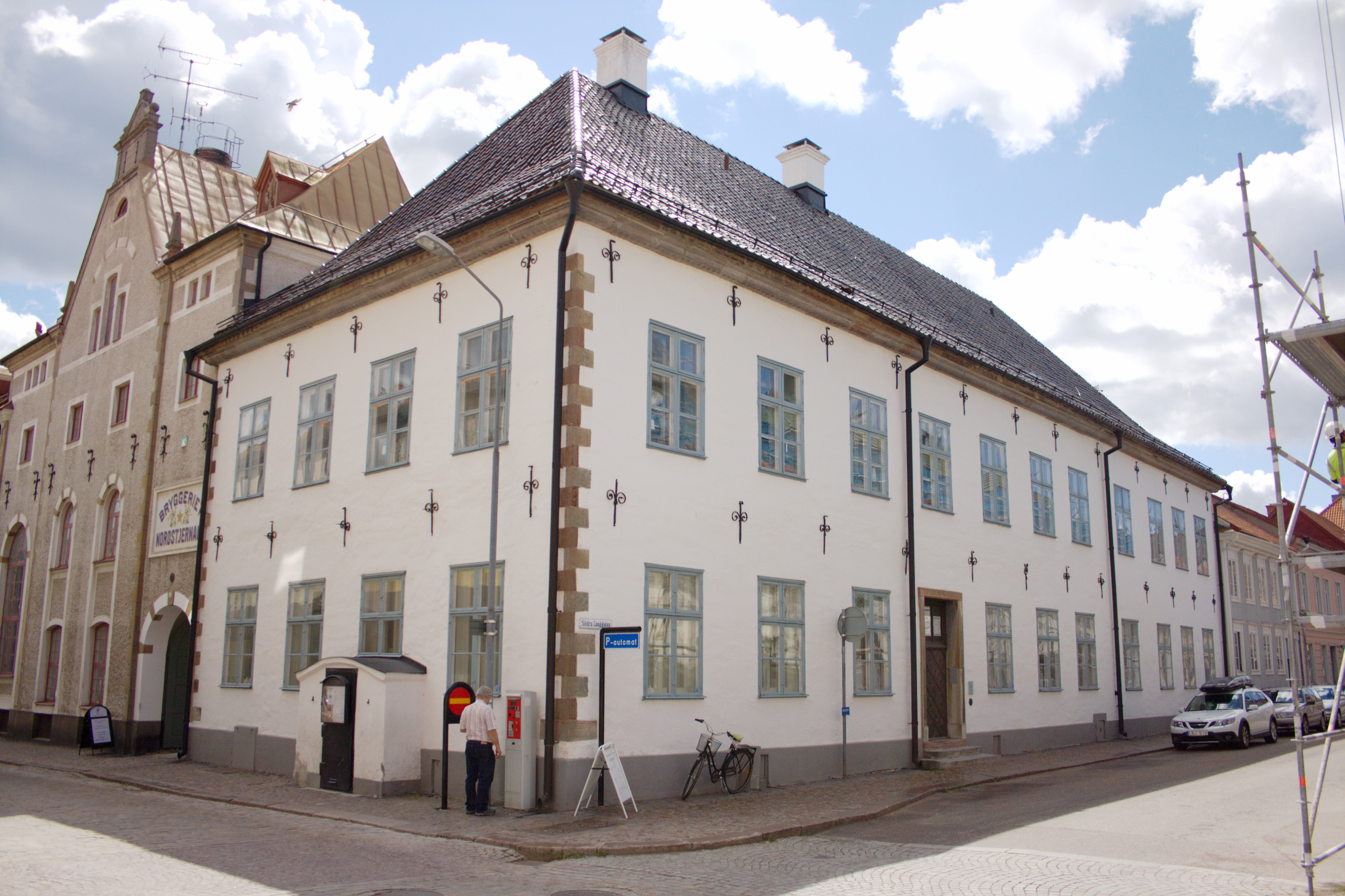
Rosenlundska gården

Rosenlundska gården är Kalmars äldsta bevarade byggnad. Den uppfördes av borgmästaren Johan Eriksson Rosenlund, källaren stod färdig 1651 medan själva huset var färdigt först 1658. Bland senare ägare märks Nicodemus Tessin den yngre, Abraham Winantz Svansköld, Caspar och Baltzar Georg Hoppenstedt samt Herman Schröder. Herman Schröders sterbshus sålde gården till Kalmar domkapitel som inrättade densamma till gymnasium i väntan på att ett nytt skolhus skulle uppföras som ersättning för det äldre som förstörts i stadsbranden 1800. Sedan den nya skolbyggnaden, det nuvarande Stadshuset (se nedan), stod klar 1835 flyttade skolverksamheten dit. Rosenlundska gården ägdes en längre tid av Bryggeriet Nordstjernan. Den inköptes senare av Kalmar kommun.
Huset har en rikt profilerad list i Ölandskalksten dekorerad med diamantsnittsartade plattor i renässansstil. Tidigare hade huset vattenutkastare i koppar i form av bevingade drakar, dessa finns numera på Kalmar läns museum.

### Gamla apoteket, Per Knutssons gård och Sahlsteenska gården

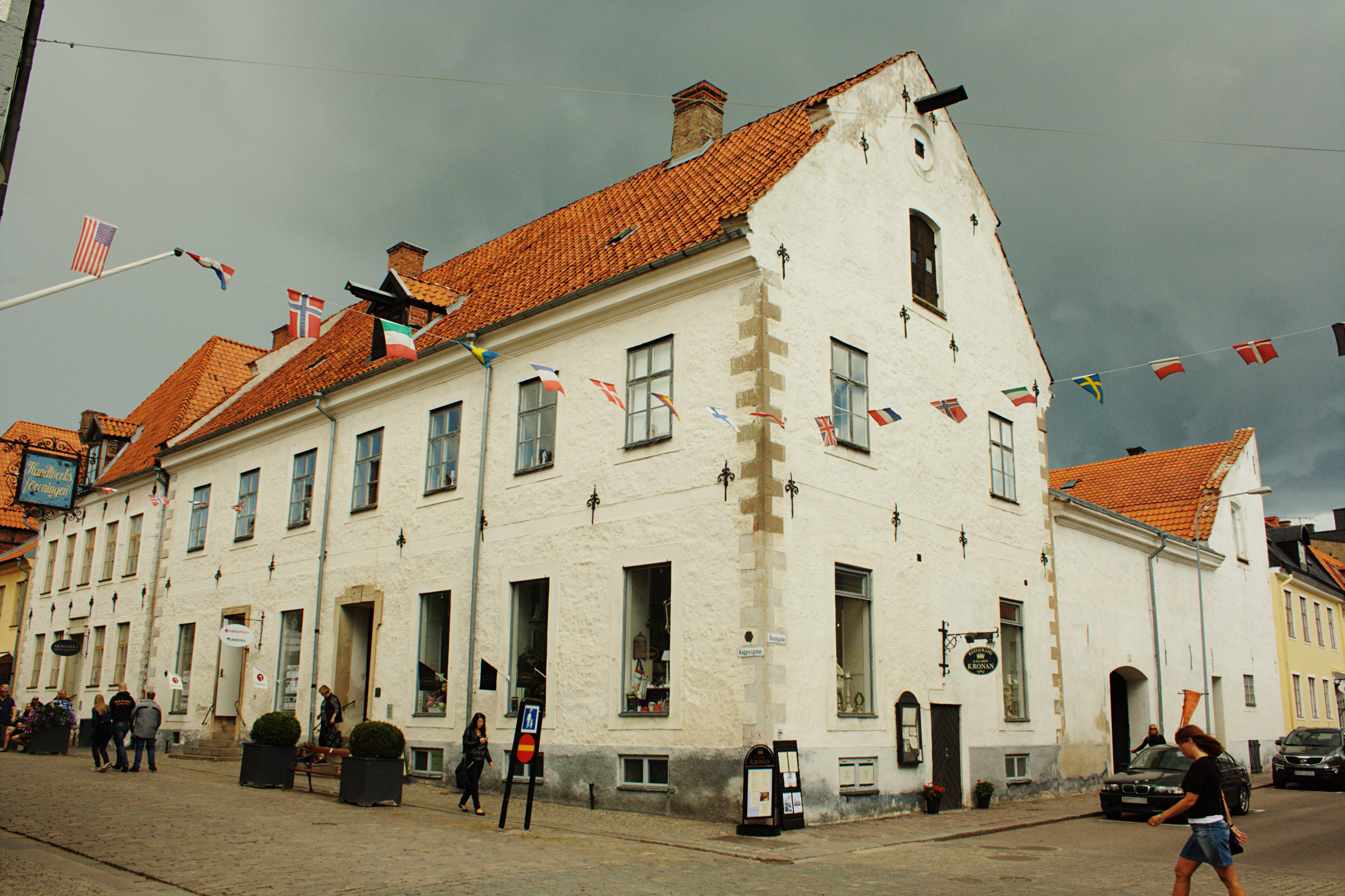
Sahlsteenska gården

Är tre gårdar på södra delen av Kaggensgatan i kvarteret Landshövdingen. De uppfördes omkring 1660 av rådmännen Carl Jönsson, Per Knutsson och Folke Månsson. Den sistnämndes gård är numera känd som Sahlsteenska gården och har rikt med äldre byggnadsdetaljer som portklappar och låsvred bevarade. Carl Jönssons hus vars fasad vetter mot Södra Långgatan har en rik stenportal med hans och hustruns initialer samt årtalet 1659. Detta hus, liksom kvarteret i övrigt, drabbades av stadsbränderna 1679 och 1765. Efter den senare branden köptes det av källarmästaren Lars Hedström och genom dennes änka Maria Elisabet Montelia (död 1791) övergick huset 1777 till apotekaren Gustaf Korsseman (död 1837). Härefter gick huset länge under namnet "Gamla apoteket".

### Hantverkshuset
Hantverkshuset vid södra delen av Kaggensgatan uppfördes 1658 av stadspresidenten Erik Nentzel, adlad Ehrenklo (1629-1687). Huset, som ska ha skadats svårt vid 1765 års stadsbrand, har bevarade väggmålningar från 1700-talet. Sedan 1953 tillhör fastigheten Kalmar Fabriks- och Hantverksförening, vilket också gett huset dess moderna namn.

### Wahlbomska huset

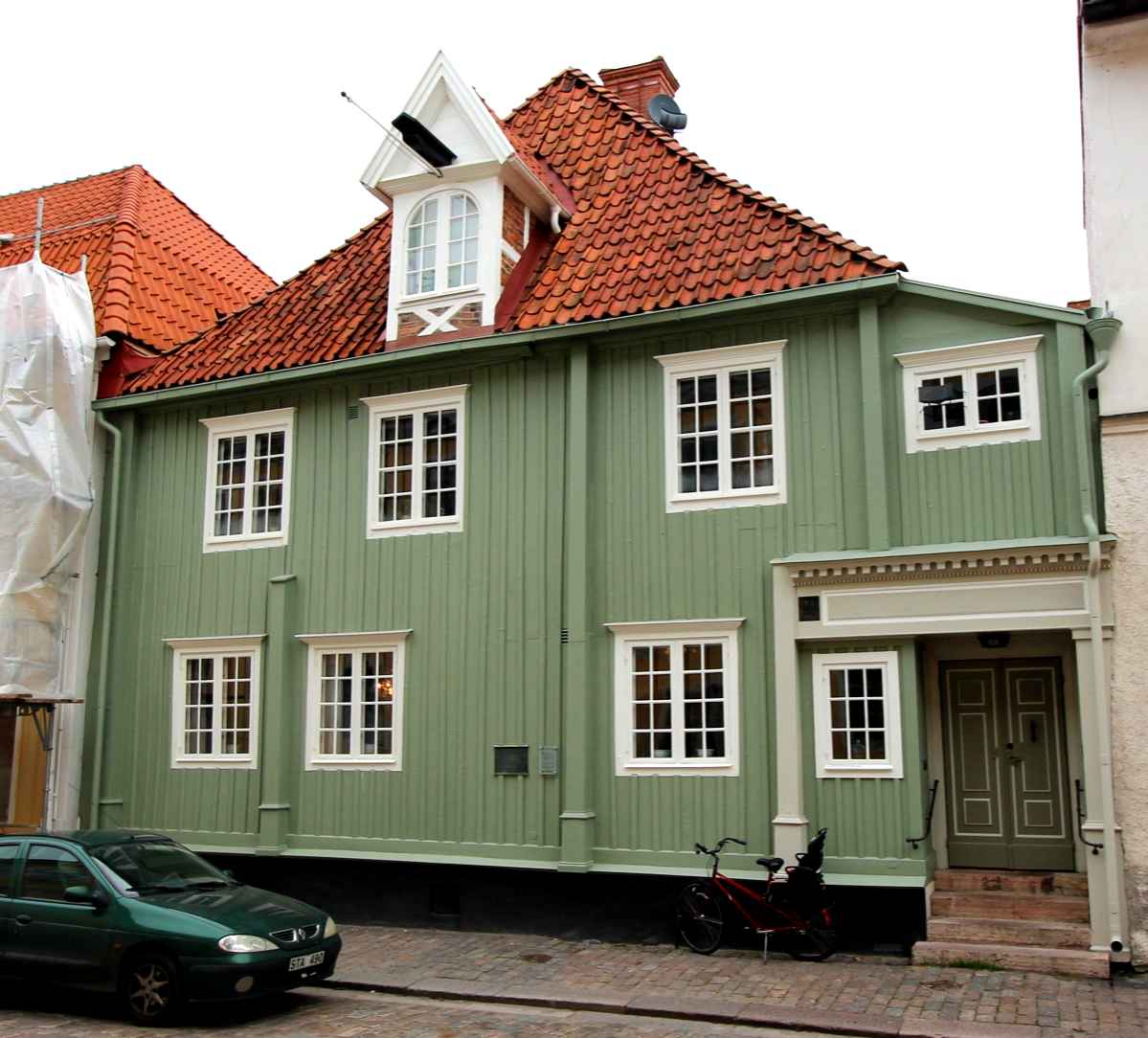
Wahlbomska huset

Wahlbomska eller Sturkska huset på Västra Sjögatan 4 skall ha uppförts av rådmannen och bryggaren Olof Larsson Sturk 1661 och är ett av Kalmars äldsta bevarade trähus. Carl Wahlbom skall ha fötts i huset som då ägdes av hans far enligt den bronsplakett som finns på huset. Det ägdes senare av stadsarkitekten J Fred Olson som skänkte det till Kalmar stad, men det har senare återgått i privat ägo.

### Dahmska huset

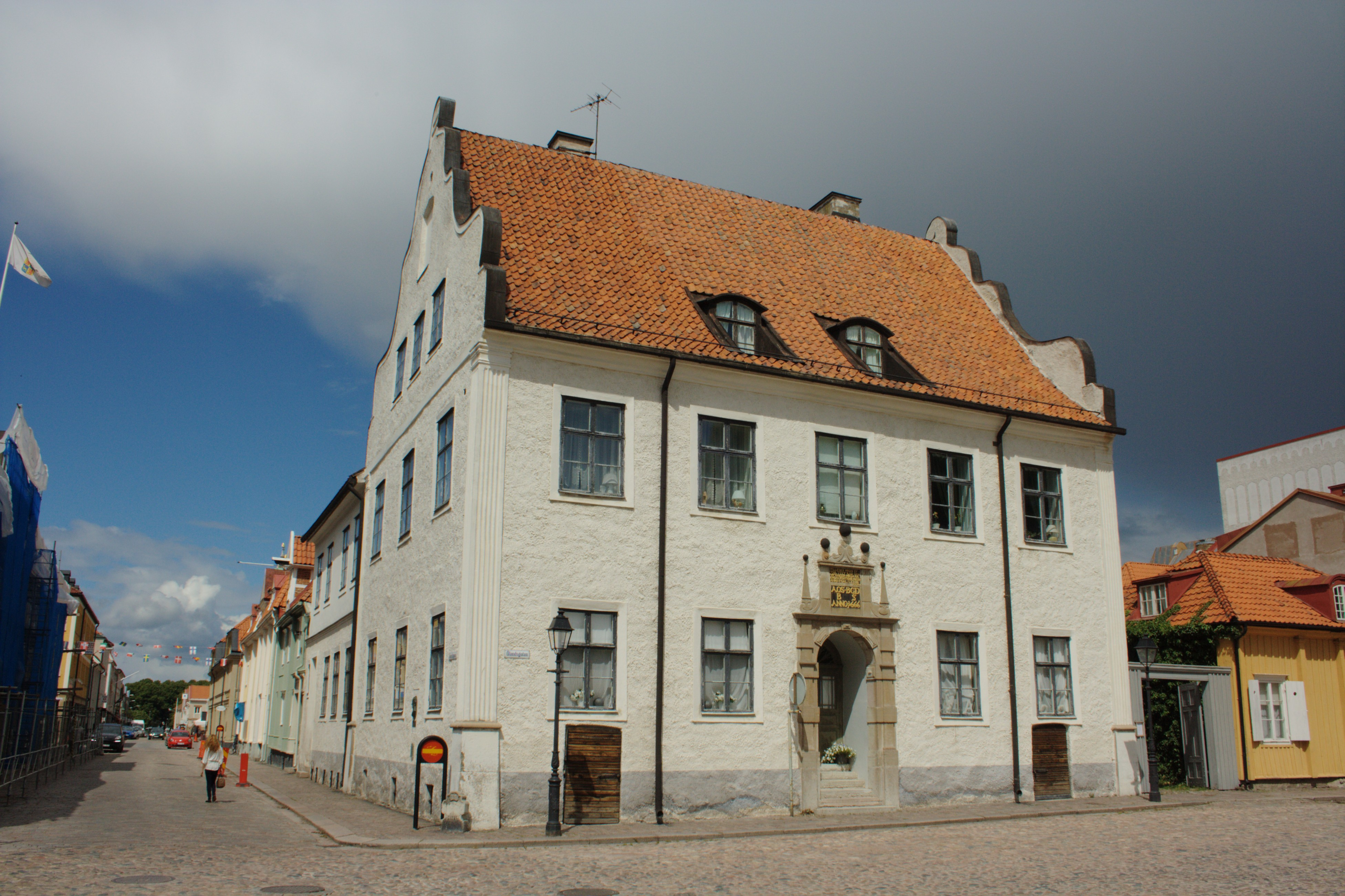
Dahmska huset

Dahmska huset uppfördes 1666 av fortifikationsingenjören Anders Olofsson Bergh vars namn jämte hustruns och byggåret finns på den imponerande stenportalen. Sitt namn har huset fått efter Leonard Dahm, som bodde här och vid sin död 1883 testamenterade huset och större delen av sina tillgångar till Kalmar stad. Inne på gården finns även en gammal träbyggnad som under 1800-talet tjänade som kuskbostad, även gårdens stall finns bevarat och ingår i byggnadsminnet. Invändigt finns flera bevarade takmålningar, en del från 1600-talet och andra med mytologiska motiv från början av 1700-talet.

### Domprostgården

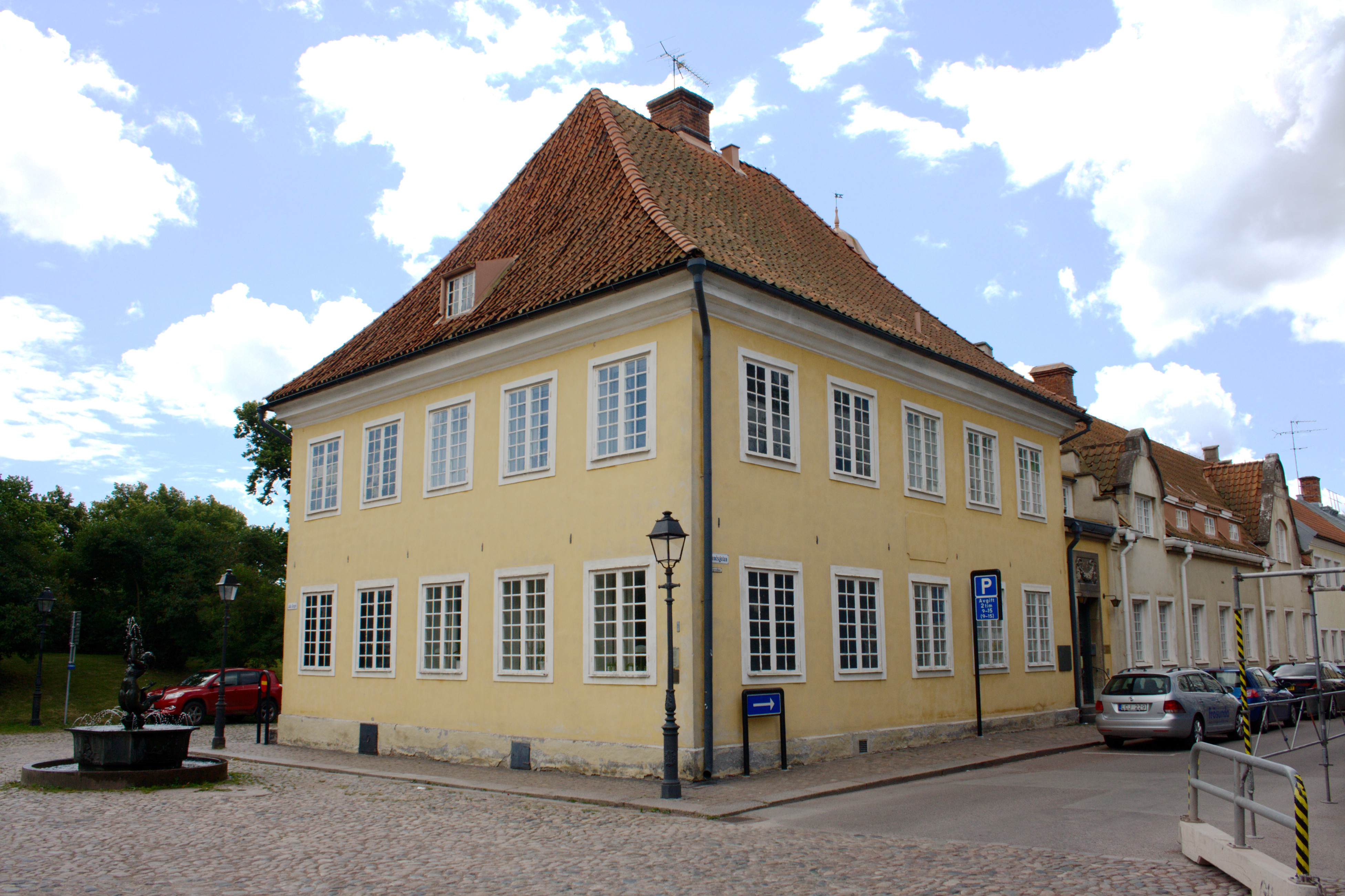
Domprostgården

Domprostgården, även kallad Biskopsgården, Stagneliusgården eller Grubbs gård uppfördes av statspresidenten Kristofer Larsson Grubb och stod färdig 1667. Gården innehades från 1791 av biskop Martin Georg Wallenstråle och efter honom av Magnus Stagnelius. Erik Johan Stagnelius vistades periodvis i föräldrahemmet där. När Kalmar fick sin första domprost David Richard Warholm 1878 blev huset hans bostad. Efter honom innehade J.A. Eklund domprostposten och bostaden. Sedan denna tid har huset vanligen kallats domprostgården.

### Castenska gården
Sadelmakaren Christian Castens och hans hustru Anna Hermansdotter lät bygga detta handelshus i sten år 1667. Ett av stadens arkitektoniskt viktiga hus, det enda som bevarats med trappgavel mot gatan och en portal med vågiga väggpelare krönta med stenklot. På bottenvåningen låg verkstad och handelsbod, på övervåningen bodde man. Magasin fanns i källaren och på vinden. Inne på gården ligger stall och vagnskjul. Fortfarande bedrivs handel i fastigheten.

### Länsresidenset
Se artikel: Residenset och Landsstatshuset, Kalmar (uppfört under 1660-talet)

### Rådmannen 6
Huset Rådmannen 6 uppfördes ca1660 och användes under några år som sjukstuga och häkte. Husets planlösning är fortfarande den ursprungliga med en hall som går rakt igenom huset. I början av 1700-talet utnyttjades byggnaden av stadens vaktstyrka – Corps de garde. Kalmar läns första provinsalläkare, Johan Gustav Wahlbom, köpte huset 1754 och det blev hans läkarpraktik och bostad. Wahlbom var elev till Carl von Linné i Uppsala.

### Gamla brandstationen
Köpmannen Peter Baumgardts hus finns nämnt 1681. Efter det att huset brunnit beslöt stadens styrande 1760 att ett brandhus skulle byggas på tomten. Detta var Kalmars första brandstation. Huset är byggt i korsvirke. Inför kung Karl XIV Johans besök 1837 snyggades staden upp och ”spruthuset” fick en gavelkuliss. År 1889 inreddes huset till köttbesiktningsbyrå, portarna spikades igen, fönster och dörrar togs upp. Här synades torghandelns kött varför huset fick smeknamnet ”synagogan”. Under denna period inreddes också delar av huset till allmänna toaletter. Idag används huset till kontor och serviceutrymmen för torghandel.

### Rådhuset
Rådhuset uppfördes sannolikt 1684-1690 efter ritningar av chefen för befästningsarbetena i Kalmar, Magnus Gabriel Craelius (dog 1693). Det är byggt i den holländska stil som utmärker många av stadens borgarhus.  Från början hade huset en balkong över entrén och ett torn på taket. Båda förstördes vid en brand 1731. Carls XI:s namnchiffer finns uthuggen och förgylld på byggnadens fasad. Fasaden präglas även av de många fönstren, vilka genom olika storlekar markerar våningarnas betydelse. Rådhussalen ligger i huvudvåningen en trappa upp och här hade domstolen (rådhusrätten/tingsrätten) sessionssal till in på 1980-talet. På bottenvåningen låg rådhuskrogen fram till slutet av 1800-talet. I källaren fanns arrestlokaler. Numera ägs byggnaden av Kalmar kommun. Rådhussalen är sammanträdesrum och byggnaden inrymmer delar av den kommunala förvaltningen.

## 1800-talet

### Stadshuset

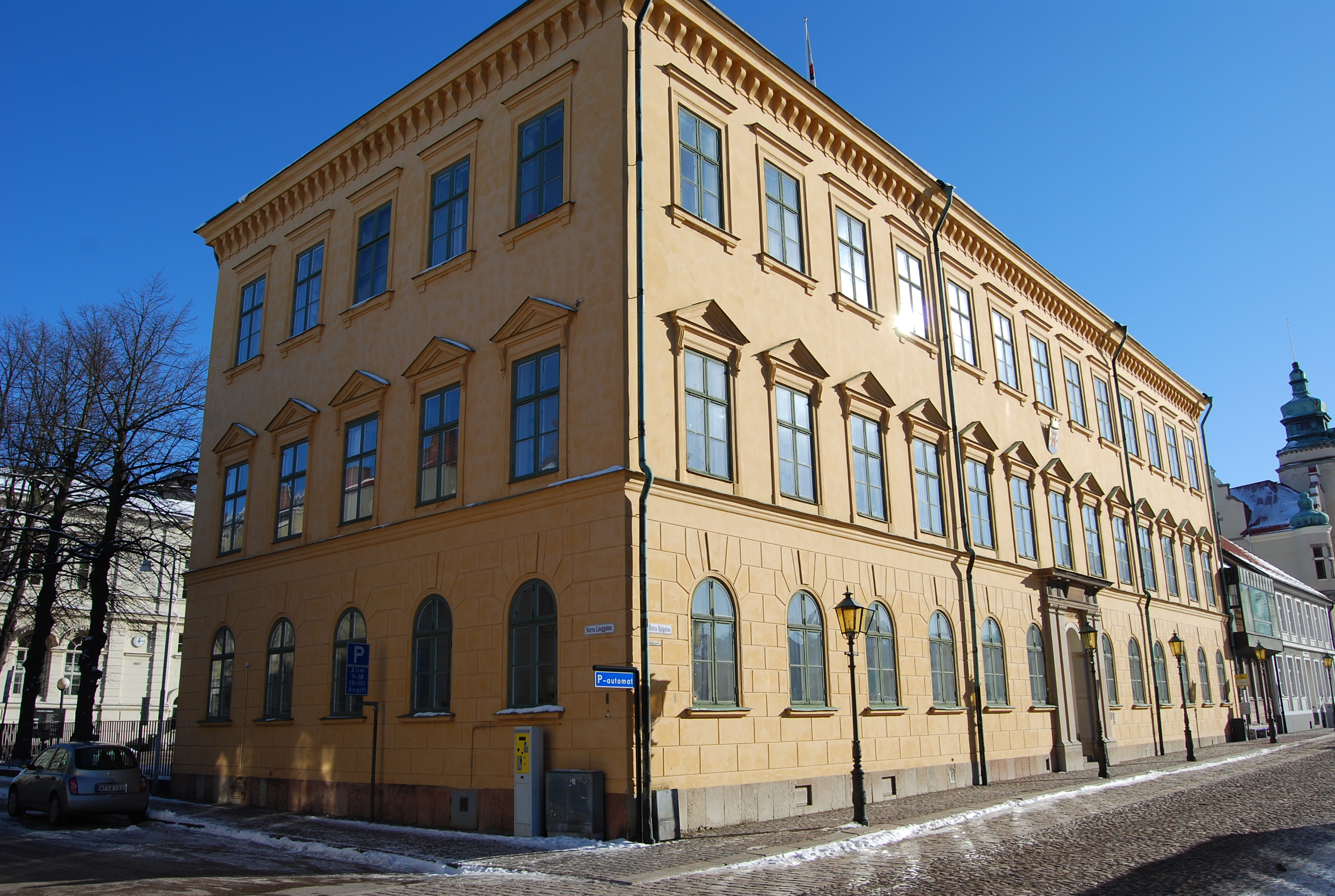
Stadshuset

Byggnaden uppfördes 1833-1835 som läroverk, ritad av arkitekt Carl Fredrik Sundvall i nyklassisk stil och blev 1862 påbyggd med en tredje våning. Tanken var att byggnadssten skulle hämtas från slotten i Kalmar och Borgholm, men så blev det inte.  Huset ersatte ett skolhus byggt 1693, som förstördes vid stadsbranden 1800. Det enda som finns kvar av detta stenhus är den välvda källaren. Nytt läroverk byggdes på 1930-talet och byggnaden ändrades då till stadshus, som invigdes 1937.

## 1900-talet

### Klapphuset
Huvudartikel: Klapphuset
Klapphuset är ett av de fyra som inrättades runt om i Kalmar 1857, för att Kalmarborna skulle slippa tvätta från bryggor ned i Kalmarsund, särskilt vintertid. I byggnaden inrättades nedsänkta tunnor med vatten för bekvämare tvätt. En äldre byggnad ersattes 1908 av den nuvarande byggnaden, och Klapphuset på Kattrumpan vid bastionen Carolus Philipus är idag det enda kvarvarande klapphuset i Kalmar och i Sverige över huvud taget. Klapphuset har fortsatt brukas då saltvatten anses lämpligare för viss tvätt. Sällskapet Klapphuskåren lyckades 1983 få byggnaden förklarad som byggnadsminne.

### Handelsbanken

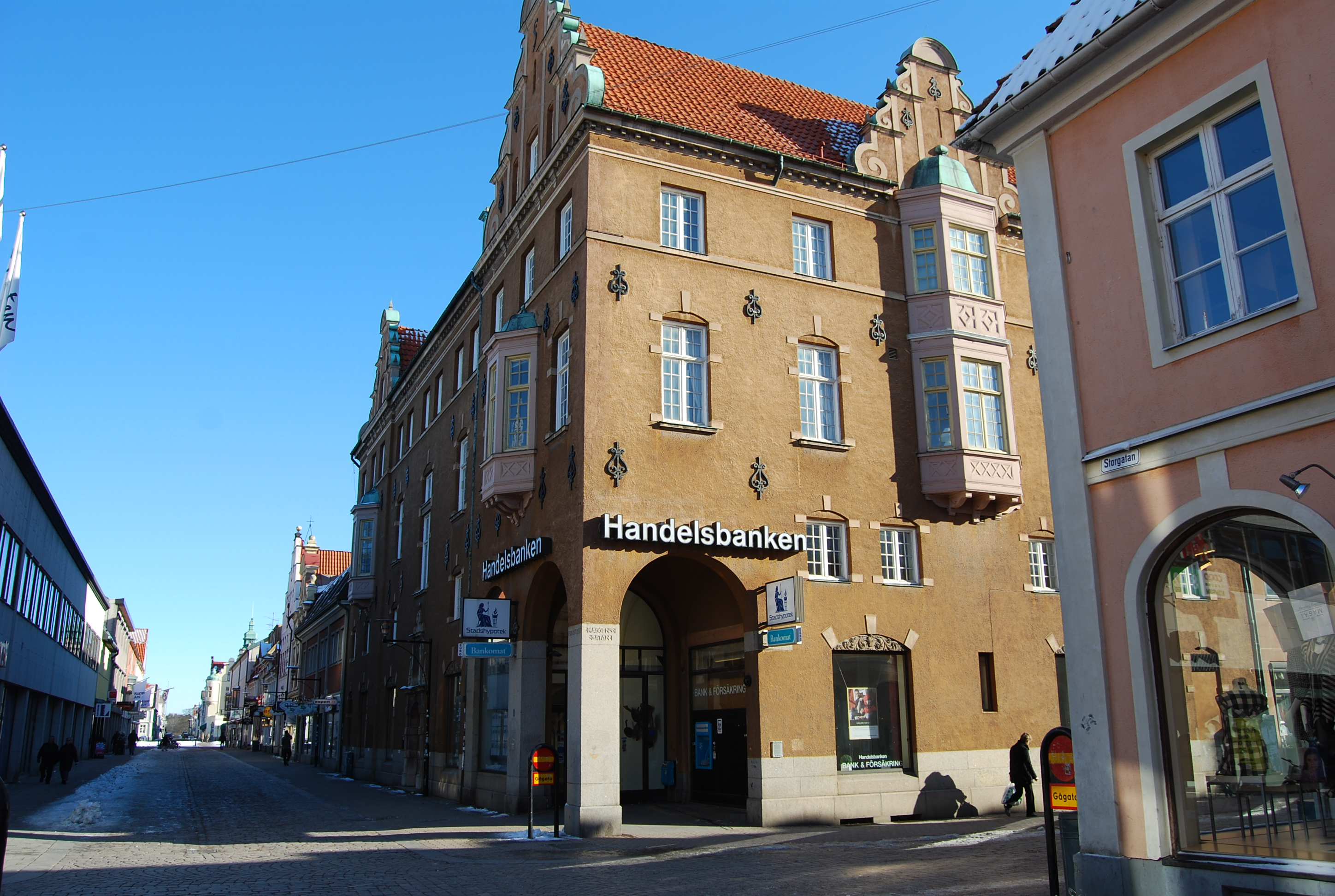
Handelsbanken

Huset byggdes 1913 som ett centralpalats med både bank- och bostadsfunktioner. Bankdirektören fick här en representativ bostad vid stadens huvudgator. Byggnaden är uppförd i fyra våningar i tegel med putsad fasad. Husets yttre är anpassat till Kvarnholmens 1600-talsbebyggelse med detaljer som vågformigt svängda gavlar och ankarslutar. Huset byggdes delvis om invändigt 1966, då banklokalerna helt förändrades. Idag innehåller byggnaden en restaurang på bottenvåningen, Handelsbankens kontor på andra våningen och bostäder på de övre våningarna.

## Galleri

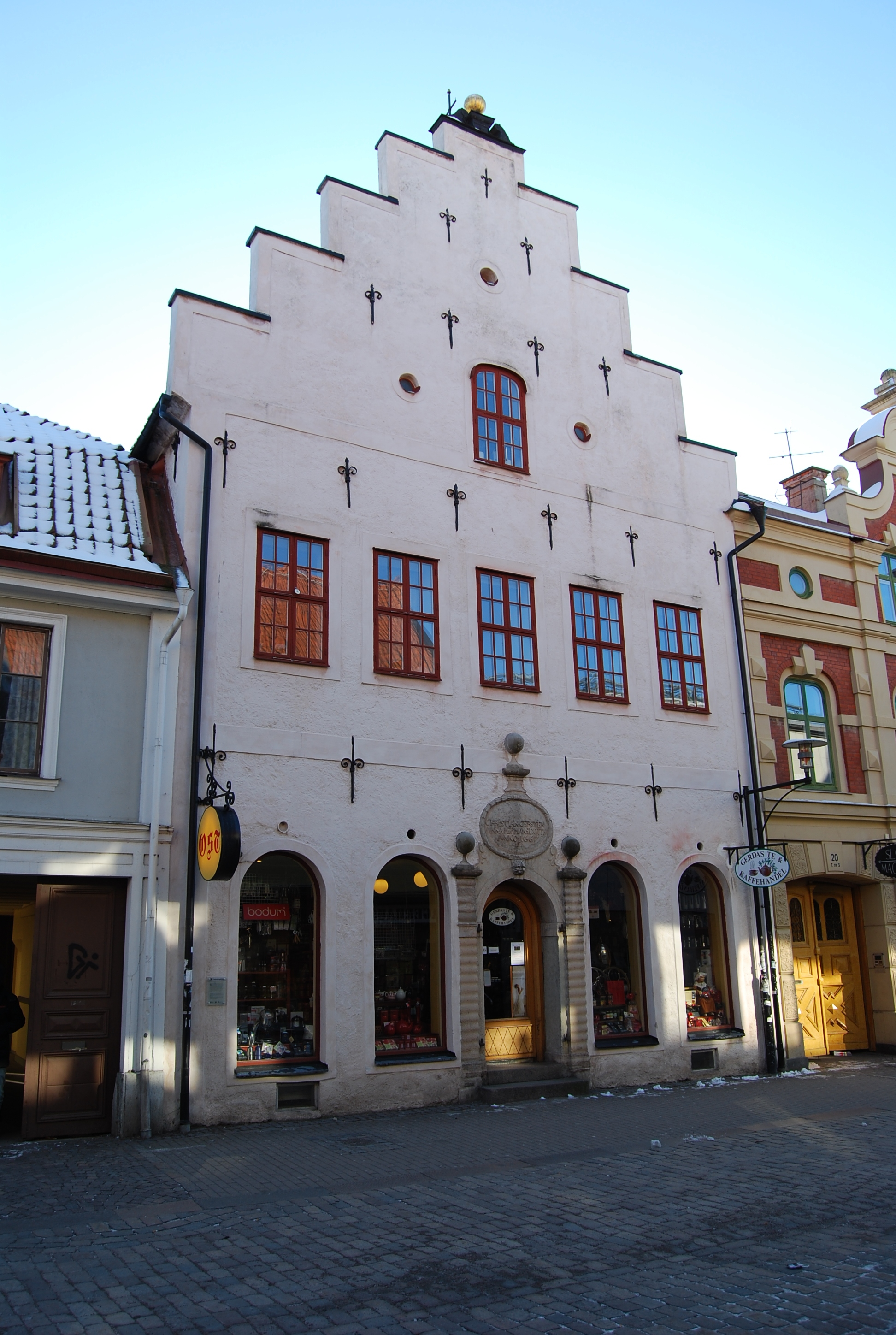
Castenska gården
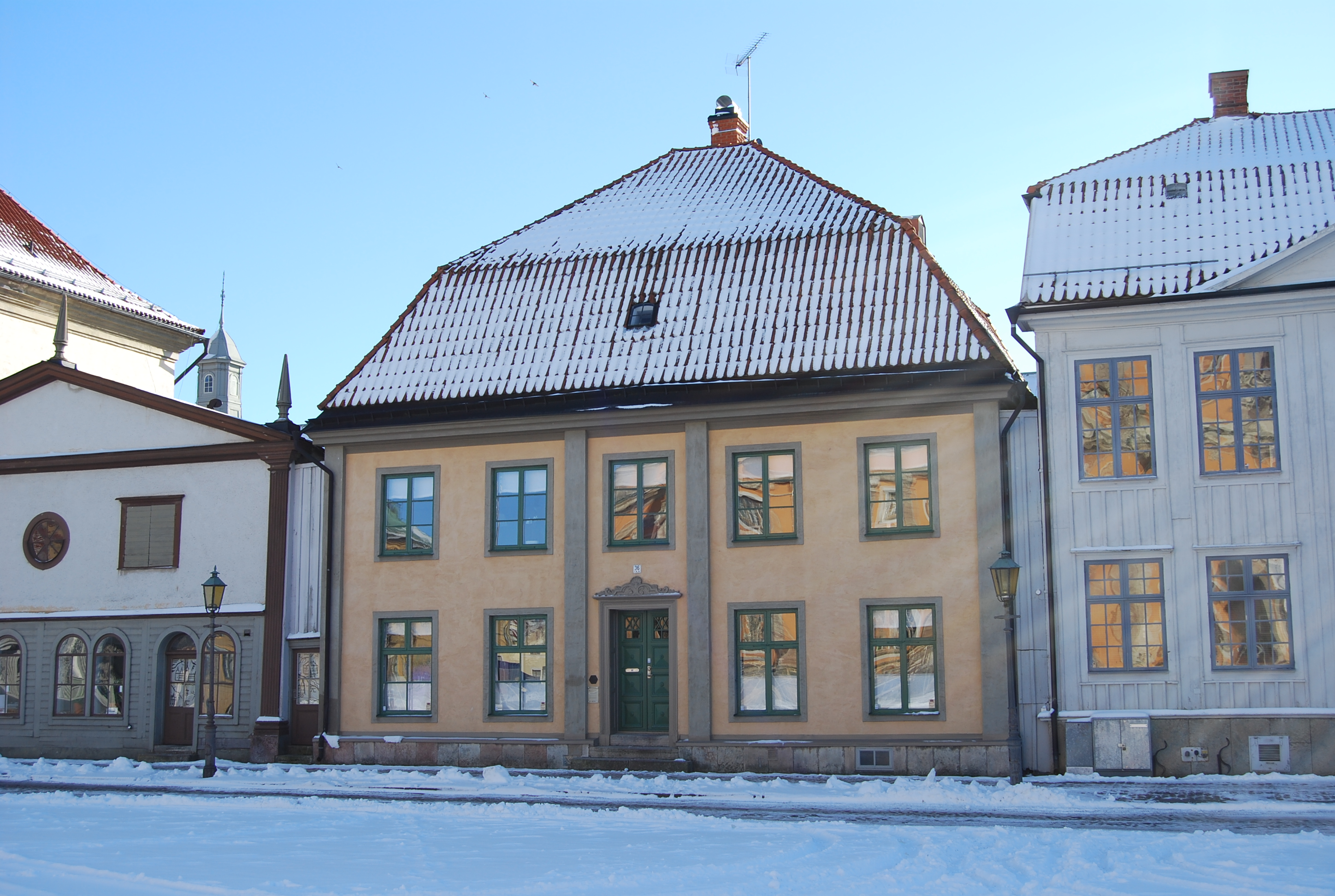
Rådmannen 6
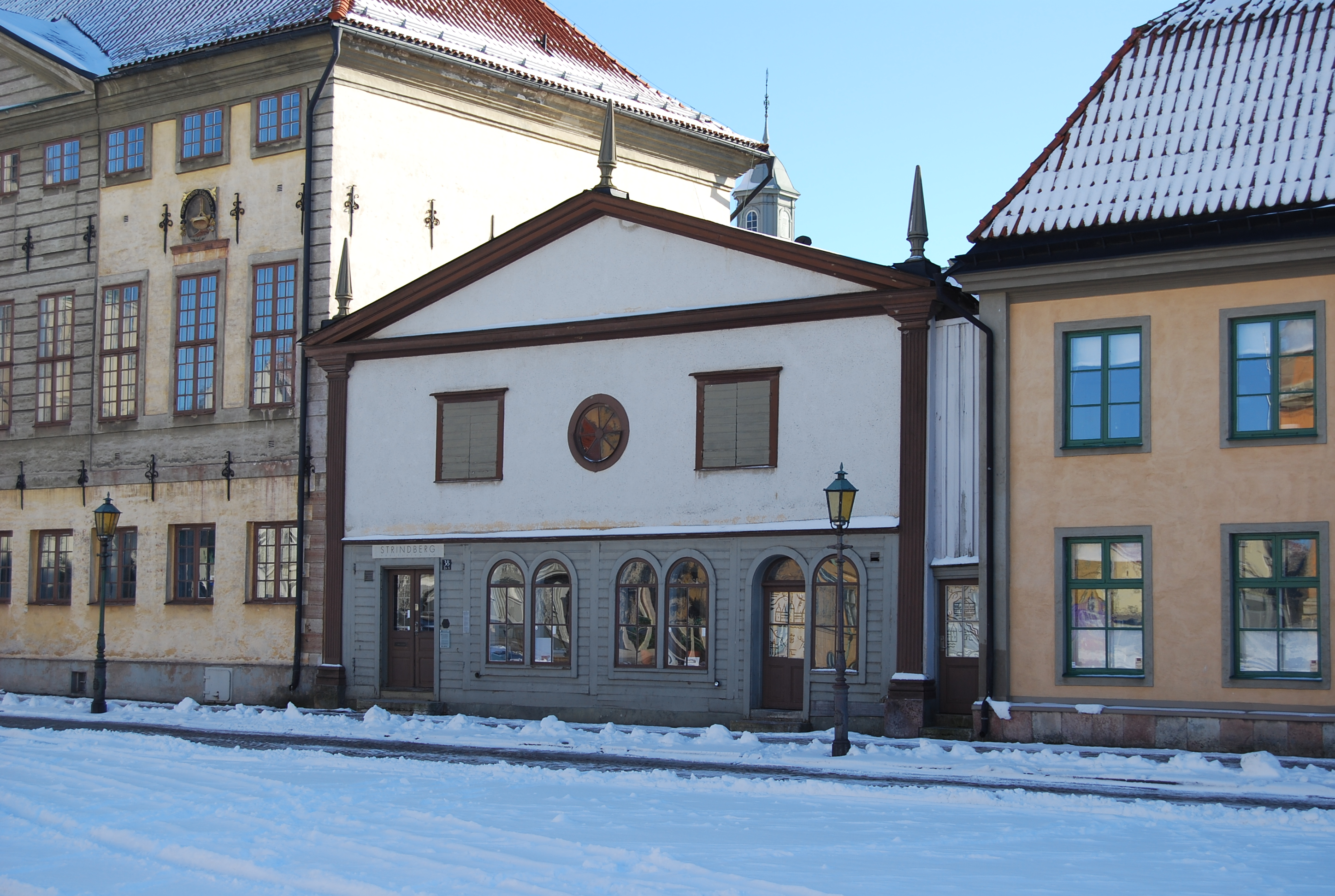
Gamla brandstationen
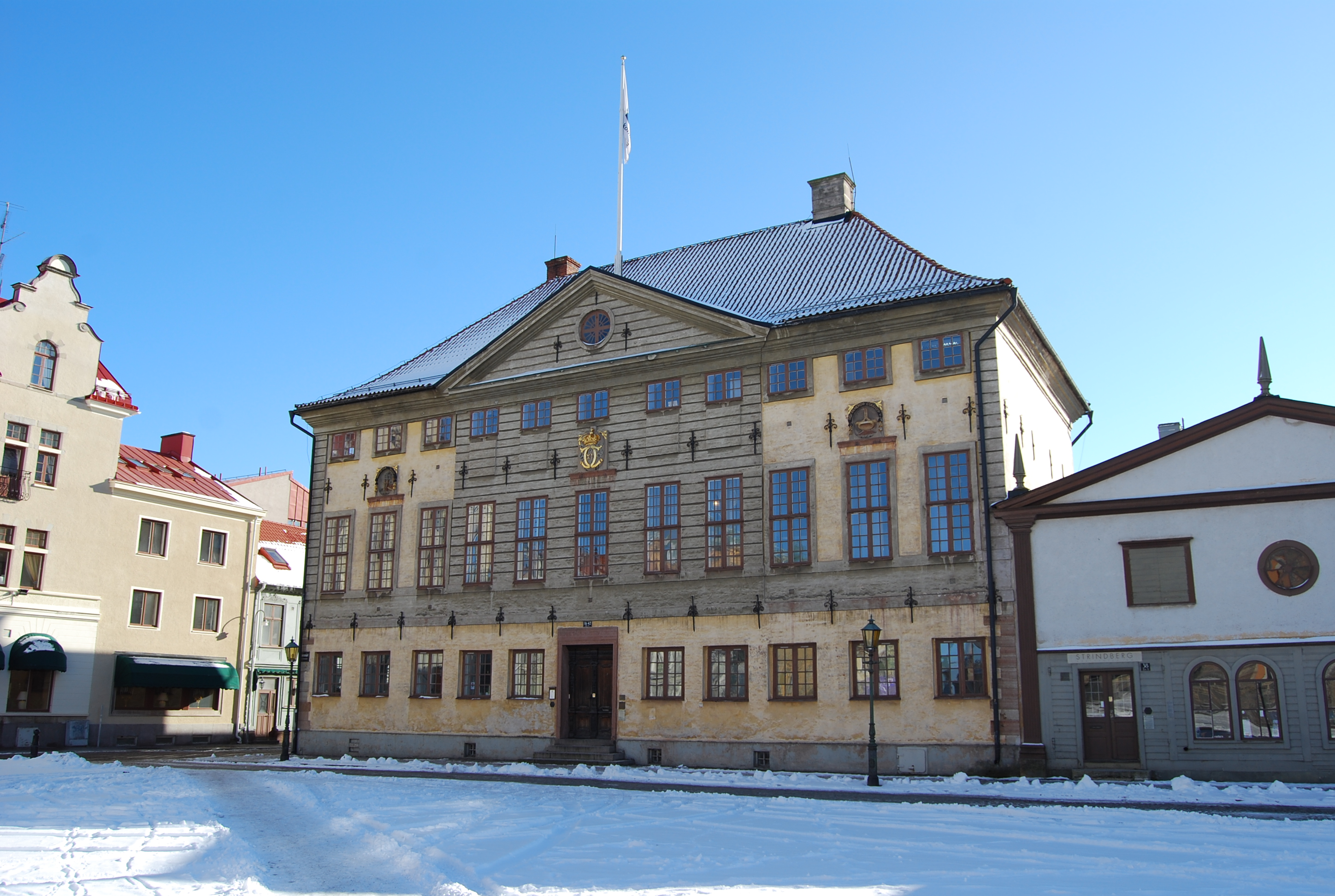
Rådhuset